# La Cicatrice intérieure
Pour plus de détails, voir Fiche technique et Distribution.
La Cicatrice intérieure est un film expérimental français réalisé par Philippe Garrel, sorti en 1972.

## Fiche technique
- Titre original : La Cicatrice intérieure
- Titre anglais : The Inner Scar
- Titre allemand : Die innere Narbe
- Réalisation : Philippe Garrel
- Scénario : Philippe Garrel, Nico (dialogues)
- Production : Sylvina Boissonnas, Philippe Garrel
- Musique : Nico
- Directeur de la photographie : Michel Fournier
- Pays de production :  France
- Langues originales : anglais, allemand, français
- Format : couleur - 1,66:1 - Son mono - 35 mm
- Genre : drame
- Durée : 57 minutes
- Date de sortie : 
  - France : 2 février 1972

## Distribution
- Nico : La femme
- Philippe Garrel : L'homme / Le démon
- Christian Aaron Boulogne : L'enfant / Le petit frère
- Daniel Pommereulle : Un cavalier
- Pierre Clémenti : Un cavalier / L'archer
- Balthazar Clémenti : Le bébé
- Jean-Pierre Kalfon : Le gardien du feu / Le roi
- François Garrel : Le berger

## Production
La chanteuse allemande Nico joue dans le film et a réalisé la bande-son (on retrouve les chansons du films, Abschied, Janitor of Lunacy, My Only Child, All That Is My Own et König sur l'album Desertshore). Philippe Garrel et Nico avaient une relation ensemble à l'époque du tournage et Christian Aaron Boulogne dit Ari, l'enfant que l'on voit dans le film, est le fils de Nico.
Le film a été tourné au Nouveau-Mexique (États-Unis), en Islande et en Égypte.

## Accueil
Pour Henri Langlois de la Cinémathèque française, le film est « Un chef-d'œuvre total. Je ne sais pas l'expliquer... Tout à coup, c'est toute l'humanité, toute la terre qui parle - la terre dans le sens antique de mère. Mais ce n'est même pas la terre qui parle, c'est l'humus... C'est incroyable, tout y est. ».